# Internationale Cricket-Saison 2005
Die internationale Cricket-Saison 2005 fand zwischen April 2005 und August 2005 statt. Als Sommersaison wurden vorwiegend Heimspiele der Mannschaften aus Europa ausgetragen. Die ausgetragenen Tests der internationalen Touren bildeten die Grundlage für die ICC Test Championship. Die ODIs bildeten den Grundstock für die ICC ODI Championship.

## Überblick

### Internationale Touren
| Beginn             | Heimteam    | Auswärtsteam | Resultate | Resultate | Resultate | Artikel |
| Beginn             | Heimteam    | Auswärtsteam | Test      | ODI       | Twenty20  | Artikel |
| ------------------ | ----------- | ------------ | --------- | --------- | --------- | ------- |
| 18. Mai 2005       | West Indies | Pakistan     | 1–1 [2]   | 0–3 [3]   |           | Artikel |
| 26. Mai 2005       | England     | Bangladesch  | 2–0 [2]   |           |           | Artikel |
| 13. Juni 2005      | England     | Australien   | 2–1 [5]   | 1–2 [3]   | 1–0 [1]   | Artikel |
| 13. Juli 2005      | Sri Lanka   | West Indies  | 2–0 [2]   |           |           | Artikel |
| 7. August 2005     | Simbabwe    | Neuseeland   | 0–2 [2]   |           |           | Artikel |
| 31. August 2005    | Sri Lanka   | Bangladesch  | 2–0 [2]   | 3–0 [3]   |           | Artikel |
| 13. September 2005 | Simbabwe    | Indien       | 0–2 [2]   |           |           | Artikel |

### Internationale Turniere
| Beginn          | Turnier                  | Land      |
| --------------- | ------------------------ | --------- |
| 16. Juni 2005   | NatWest Series 2005      | England   |
| 1. Juli 2005    | ICC Trophy 2005          | Irland    |
| 30. Juli 2005   | Indian Oil Cup 2005      | Sri Lanka |
| 17. August 2005 | Afro-Asian Cup 2005      | Südafrika |
| 24. August 2005 | Videocon Tri-Series 2005 | Simbabwe  |

### Fortlaufende Turniere
| Dauer | Turnier                       |
| ----- | ----------------------------- |
| 2005  | ICC Intercontinental Cup 2005 |

### Internationale Touren (Frauen)
| Beginn         | Heimteam | Auswärtsteam | Resultate | Resultate | Resultate | Artikel |
| Beginn         | Heimteam | Auswärtsteam | WTest     | WODI      | WTwenty20 | Artikel |
| -------------- | -------- | ------------ | --------- | --------- | --------- | ------- |
| 29. Juli 2005  | Irland   | Australien   |           | 0–1 [3]   |           | Artikel |
| 9. August 2005 | England  | Australien   | 1–0 [2]   | 2–3 [5]   | 0–1 [1]   | Artikel |

### Internationale Turniere (Frauen)
| Beginn | Turnier                                    | Land  |
| ------ | ------------------------------------------ | ----- |
| 2005   | Women’s European Cricket Championship 2005 | Wales |

## Nationale Meisterschaften
Aufgeführt sind die nationalen Meisterschaften der Full Member des ICC.
| Land    | First-Class              | List A                                | Twenty20          |
| ------- | ------------------------ | ------------------------------------- | ----------------- |
| England | County Championship 2005 | Cheltenham and Gloucester Trophy 2005 | Twenty20 Cup 2005 |
|         | totesport League 2005    |                                       |                   |